# ジョン・マクダウェル
ジョン・マクダウェル（John Henry McDowell, 1942年生まれ）は、南アフリカ出身の哲学者。オックスフォード大学ユニバーシティ・カレッジのフェローを経て、現在ピッツバーグ大学教授。著作の主題は、形而上学、認識論、古代哲学、メタ倫理学など多岐にわたるが、心の哲学と言語哲学の領域における功績で最もよく知られている。2010年のアンドリュー・メロン財団功労賞受賞者に選ばれた。
マクダウェルは一貫して、哲学を「治療的」なものとして捉えており、「あらゆるものごとをあるがままにしておく」という、ある種の静寂主義をとっている（ただし、自分が「静寂」であると彼が考えているわけではない）。静寂主義者にとって、哲学は問題（例えば、思考や言語は世界とどのような関係にあるか）に対して説明を与えることはできないとされる。その代わりに、哲学的な問題を引き起こす事柄を再記述することで、混乱した哲学者を知的に静寂な状態へと連れ戻すのである。このように静寂主義的な態度をとるマクダウェルは、現代の哲学者たちの議論における誤りを治療的に解きほぐすとともに、各種の主題（言語、心、価値など）に関して独創的で際立った見解を練り上げている。マクダウェルは、北米の哲学業界を支配している還元的な自然主義に対抗する見解を打ち出そうとしているのである。

## 経歴

### 初期
マクダウェルはユニバーシティ・カレッジ・オブ・ローデシア・アンド・ニヤサランド（現在のジンバブエ大学）で学士号を得たのち、1963年にローズ奨学金を得てオックスフォード大学のニューカレッジに入学した。
マクダウェルの論文で初めて活字となったものは古代哲学に関するものだ。初期の仕事として最も注目に値するものは、プラトンの『テアイテトス』の翻訳・注釈である。1970年代には、自然言語に意味理論を与えるというドナルド・デイヴィドソンのプロジェクトに精力的に携わり、ガレス・エヴァンズと共に『真理と意味』という論文集を編んだ。また、死後出版となったエヴァンズの『指示の諸相』（1982年）の編集を行った。
マクダウェルは初期の著作において、デイヴィドソンの意味論的プログラムに携わると同時に、ある激しい論争にも参戦した。それは、意味の理論となるものの中核には真理条件の把握があるとする論者と、そうではなく主張可能性条件の把握こそが言語による理解に伴わねばならないものだという、マイケル・ダメットに代表される論者の間で起きた対立である。ダメットによれば、もし意味の理論たるものがその中心において話者の理解を表現すべきものであるならば、その理解とは、それを話者が把握していることを示しえねばならないようなものである。マクダウェルは、このダメットの見解、ならびにそれを発展させたクリスピン・ライトらに異議を唱える。マクダウェルによれば、彼らの主張は、ダメット自身も認めるように、意味の理論に関するウィトゲンシュタイン的な基準を満たさない。つまり、この主張は、他者の発話における心的表現の根拠となるものと、〔他者の発話にて〕表現された思考の間には非対称性があるという、疑わしい議論にもとづいているということだ。このマクダウェルの反論はまさに、彼が依拠している基本的な洞察を反映したものである。それは、我々の他者理解は、自らの実践の「内側」からなされる、という考えである。ライトとダメットは、行き過ぎた説明をしようとしており、言語活動を「外的」観点から理解しようとするクワインと同じ轍を踏んでしまっているとされる。
上記の論争と、それに並行して行われた、ウィトゲンシュタインによる規則順守にまつわる記述の解釈を巡る議論を通じて、マクダウェルの独特な思想は形成されていった。ウィトゲンシュタイン的な表現でその特徴を並べるならばこうだ。経験論抜きでの実在論の擁護、客観性を求めることに対する限界の強調、意味と心は、行為（特に、他者に対する言語的行為）において直接示されうるという考え、そして知覚経験の選言主義、これらである。
選言主義とは、マクダウェル流の実在論をもとにして展開された、知覚経験に関する立場である。選言主義の立場からすると、錯覚論法は間接的・表象主義的な知覚の理論を支持するとは言えない。なぜなら、錯覚論法は、真正な知覚と錯覚（あるいは幻覚）の二つが、「最大公約数」を共有しているという誤った前提をとっているからである。（知覚することと信念をもつことの間には明確な違いがある。人が「曲がって見える」水中の棒切れを目にしながら、それが本当に曲がっているわけではないと信じ、自分の見ているものは錯覚である、と考えることはありうる。錯覚において、表象の通りに物事があると信じる必要はない。一方、幻覚では、それを見ている人は自分が経験しているように信念を抱く。したがって、錯覚論法はむしろ、そこでポイントとなっている議論をはっきりさせるならば、幻覚論法というべきである。）
古典的な錯覚（幻覚）論法は、例えば、マットの上にいる猫を知覚することに成功するケースと、光の加減によって、マットの上に猫などいないのにそう見えてしまい、そう信じてしまうようなケースを比較せよ、などと要求する。錯覚論法の支持者は、これら二つのケースにおいて、心的状態に関する重要な共通点があるといい、それを名指すために「センス・データ」のような概念を持ちだそうとする。こうしたデータを見知ることこそが二つの事例の「最大公約数」だというわけだ。この議論に従えば、人がもつ外的世界に関する知識は、センス・データという媒介物を通した間接的なものであると認めなければならなくなりそうだ。マクダウェルはこのような議論に強く反対する。マクダウェルは、本物の猫を見た人と、猫を見ているようで実は見ていない人の間に、何かしらの心理的共通点があることを否定するわけではない。だが、見ている対象に関する知識を得ているかどうか判定する際に、そのような心理的共通点は、判断を下すものの心的状態の位置づけに関して何の意味も持たないとされる。条件が整ってさえいれば、経験は、対象の現前を観察者にはっきりと示すような形で得られるであろう。それこそが知覚的知識なのだ。我々が何かを知覚して対象の知識を得るときには、経験は、知られる対象である事実を把握し損ねることはない。だが、このことが示すことは、成功した知覚的思考と失敗したもの〔＝知覚的思考〕の間には、それが知識であるかどうか判定するという観点からすると、特になんの目立った共通点もない、ということである。
真正な知覚と真正でない知覚の間には最大公約数などない、という議論には、マクダウェルの仕事全体に通ずるある主題が浮き彫りになっている。すなわち、思考は社会的・文化的環境においてのみ個別化できるものだという、心的なものに関する外在主義へのコミットメントである。マクダウェルは、心的なものに関する外在主義一般に加え、指示表現をどう理解するかに関する、ある主張も擁護している。それは、固有名詞についてのいわゆる「単称的」ないし「ラッセル的」な思考にまつわるものだ（この議論には、ガレス・エヴァンズからの影響が表れている）。この主張によれば、もしある指示表現によって名指される対象が存在しなかった場合、そのような対象に依存した思考はありえないとされる。つまり、文字通りの意味で、そのような対象は思考することなどできないというわけだ。

### 価値理論
心と言語に関する議論とならんで、マクダウェルは道徳哲学にも重要な貢献を行った。とりわけ、道徳的理由と道徳的客観性の本性をめぐるメタ倫理学上の議論を彼は推し進めた。すなわち、マクダウェルは第二次性質実在論、感受性理論ないし道徳感覚理論と呼ばれる立場を展開したのだ。仮に、理想的人物として、徳のある行為主体がいたとする。そのような人物は、二つの連結した能力を有しているだろう。一つは、正しい概念ならびに概念の正しい把握能力であり、それらによって道徳的信念を得て、自らがいかなる状況のもとにいるか考えることができる。第二に、理想的な有徳者にとっての道徳的信念は、他の諸々の理由に対して、独特な仕方で、しかも自動的に、優越するという特徴がある。マクダウェルに言わせれば、道徳的信念は他の理由たちを「黙らせる」。彼によれば、道徳的理由は他の理由にくらべて特別な権威を持っているという、伝統的によく知られてきた特徴は、上記のように考えることで最もよく捉えられるという。
マクダウェルはこう考えることで、行為がいかにして動機づけられるかに関する標準的見解であるヒューム主義的説明からも袂を分かつ。ヒューム主義者によれば、あらゆる意図的行為（道徳的行為も含む）は、二つの心的状態（信念と欲求）によって動機づけられると考える。信念は受動的表象として機能し、欲求は信念と結びつくことで動機付けとして機能するという。マクダウェルはトマス・ネーゲルにならい、有徳な人物に関する説明として、このヒューム主義的説明は不適当であると考える。道徳的行為に関してより実情に近い説明として彼が提示するのは、有徳な行為者による状況の認知（つまり、その人物の信念）それ自体が、行為と欲求の両方を正当化するというものだ。例えば、人の欲求についてだが、その欲求の持ち主に影響を与え、実際に行為するよう促した状況との関わりを無視しては、そもそも当該の欲求を理解することはできない。なので、ヒューム主義は、行為の説明に関しては一面の真理をついているにしても、行為の正当化の構造についてはポイントを外しており、ゆえにネーゲル流の、動機づけられた欲求理論の方が優れているとされる（このネーゲルの説は、『利他主義の可能性』（1970年）にて展開されたものである）。
上記の説明から、価値の形而上学的な位置づけに関する理論が導かれる。道徳的主体は道徳的事実についての信念を形成し、その信念は真であるか偽でありうるものだ。だが、道徳的事実は、色の経験に関する事実と同様に、〔人間〕主体中心性（anthropocentricity）と実在性（realism）両方を併せ持ったものである。われわれが持つ道徳についての関心を抜きにして、価値は世界に存在するわけではない。だが、その意味では、色もまた世界には存在していないということになる。しかし、色がわれわれの経験において現前していること、また常識的な理解のもとでの世界を記述するのに色が必要であることは、疑わざることであろう。ある性質に現実性（reality）がどれだけあるかの基準とは次のようなものだ。一つは、ある一定の水準に達している合理的議論の中で、その性質を用いた判断を下すことができるか。二つ目は、その性質がわれわれの経験を記述するのに欠かすことができず、それ抜きには説明できないものかどうか、これらである。マクダウェルによれば、道徳的性質はこの二つの基準をクリアしている。合理的議論には確立された基準があり、道徳的性質は〔人間〕主体中心的であるが実在的（real）でもあるような性質の一種なのだ。
マクダウェルにおいて、形而上学と道徳的性質についての理論は一貫したものだ。つまり、客観性をめぐるあらゆる主張は、具体的な諸実践の内部にそのふるさとをもつのであるという。この論点は、後期ウィトゲンシュタインから受け継がれたものだ。思考や言語についてわれわれが有している用法の範囲を超え出たところに位置し、そこから見ると第二次性質は「二流」で「リアリティに欠ける」と切り捨てうる視点。物理学をはじめとする成熟した科学による記述こそが正確なものだと言い得るような立場。そんなものはありえないのである。マクダウェルによれば、価値の領野をわれわれの世界観に位置づけるということは、価値が量子やヒッグス粒子よりもリアリティがないと貶めてしまうことではない。

### 『心と世界』（1994年）
マクダウェルの後期著作では、より濃厚にローティとセラーズの影響がみられるようになる。特に『心と世界』ないし後年のウッドブリッジ講義では、志向性ならびに心の表象能力について（広い意味で）カント的に理解しようとしている。『心と世界』での目的は、人の受動的経験においても能動的に働く感性とは、いかなるものなのか明らかにすることだ。セラーズは、伝統的経験論が「所与の神話」に陥っており、外的な世界からの因果的作用は判断を正当化できず、合理的な正当化には信念のように概念的な構造が必要であると指摘した。マクダウェルはこれを受け、知覚経験において人は受動的であると同時に、それを概念化する際には能動的であるという事態を説明しようとした。マクダウェルは、カントが知覚経験における判断の「自発性」と読んだものに関する理論を展開しつつ、それが観念論を帰結するという見解を退けている。
『心と世界』は、現代の哲学業界の支配的イデオロギーとなっている還元的自然主義を退けている。マクダウェルは、そのような立場を「露骨な自然主義」と呼ぶ。マクダウェルは露骨な自然主義と、自らが提唱する自然主義的アプローチを対比させる。マクダウェル流の自然主義では、心に特有の能力は、人に備わる「第二の自然」による、文化的蓄積によって得られたものだとされる（第二の自然という概念は、ガダマーに由来する）。同書の結論部では、クワインによる経験の理解が狭量だとされ、信念は内在的に真正なものだというドナルド・デイヴィドソンの整合主義的立場が批判される。
後期作品においてマクダウェルは、経験の中には概念的構造を有さない表象（いわゆる「非概念的内容」）がありうるという考えには哲学的に望みがない、と強く主張する。哲学者の多くは、心に対する科学的アプローチ（特に認知科学）において非概念的内容という考えが必要だと思っているため、マクダウェルのこのような見解は議論の的となった。セラーズによる、知覚経験における「所与の神話」批判を丹念に読み込みながら、マクダウェルは経験における概念能力の行使と、経験の前提条件としての因果的説明を分けて考える必要があるとした。「非概念的内容」という考えは、別物であるこれら二つを混同するものであり、哲学的に受け入れることができないものなのである。
『心と世界』は、心の哲学と形而上学について、現代版のカント的アプローチで迫った重要な作品である。だが、そこでの（マクダウェル的な）カント解釈の一部は、マクダウェルが後に行ったウッドブリッジ講義において重大な変更を受けることになる（Journal of Philosophy, Vol. 95, 1998, pp. 431–491）。その講義では主にウィルリッド・セラーズが扱われ、セラーズが果たして十全なカント解釈を行っていたかが吟味された（マクダウェルは、セラーズはそれに成功したとは言えない、と判断する）。マクダウェルは『心と世界』の刊行以降ずっと、現代の北米で主流となっている、言語・心・価値などに関する哲学的見解の多くに真っ向から対立する立場をとり続けてきた。ウィトゲンシュタインの影響力がかなり弱まった今のアメリカにおいて、マクダウェルのような人物がいるということは貴重である。

## 論文集
マクダウェルの論文の多くは、次の四冊の論文集にまとめられている。
- Mind, Value, and Reality (Cambridge, Mass.: Harvard University Press, 1998)
大庭健編・監訳『徳と理性――マクダウェル倫理学論文集』勁草書房、2016年［抄訳］[5]
- Meaning, Knowledge, and Reality (Cambridge, Mass.: Harvard University Press, 1998)
- Having the World in View: Essays on Kant, Hegel, and Sellars (Cambridge, Mass.: Harvard University Press, 2009)
- The Engaged Intellect: Philosophical Essays (Cambridge, Mass.: Harvard University Press, 2009)

1991年、マクダウェルはオックスフォード大学でジョン・ロック講義を行った。そして、講義に手を加えたものが『心と世界』（1994年、序文付き新板1996年）として出版された。この難解な著作にて展開された、信念の経験的正当化に関する議論は、大きな論争を生み出した。マクダウェルの主張は、ヘーゲルによるカント批判に通ずるものだが、現代版の科学的自然主義に対する深い理解が伴っている点で新しい。

## 影響関係
マクダウェルの議論は、ウィトゲンシュタイン、ピーター・ストローソン、デイヴィド・ウィギンス、そしてとりわけウィルフリッド・セラーズの強い影響下にある。マクダウェルの著作において中心的となっているテーマの多くは、ピッツバーグ大学の同僚であるロバート・ブランダムによっても同様のアプローチで研究されている（ただし、ブランダムによるマクダウェル理解には首を傾げる部分があるとマクダウェル自身が述べている）。マクダウェルとブランダムの両者とも、リチャード・ローティの『哲学と自然の鏡』（1979年）に強い影響を受けている。『心と世界』序文にて、マクダウェルはこう述べている。「すぐに分かるだろうが、ローティの著作は、私が本作において自分の見解を明らかにする際にとても重要であった」。マクダウェルの著作は「ところどころ謎めいた文章で書かれている」と批判されている。

## 著作

### 単著・論文
- “Identity Mistakes: Plato and the Logical Atomists”, Proceedings of the Aristotelian Society lxx (1969–70), 181-95
- Plato, Theaetetus, translated with notes (Clarendon Press, Oxford, 1973)
- “Comment” (on a paper by F.B. Fitch), in Stephan Körner, ed., Philosophy of Logic (Blackwell, Oxford, 1976), pp. 196–201
- (with Gareth Evans) “Introduction”, in Gareth Evans and John McDowell, eds., Truth and Meaning (Clarendon Press, Oxford, 1976), pp. vii-xxiii; translated into Spanish: “Introducción a Verdad y Significado”, Cuadernos de Crítica 37 (1984)
- “Truth Conditions, Bivalence, and Verificationism”, ibid, pp. 42–66
- “On the Sense and Reference of a Proper Name”, Mind lxxxvi (1977), 159-85; reprinted in Mark Platts, ed., Reference Truth and Reality (Routledge and Kegan Paul, London, 1980), pp. 141–66, and in A. W. Moore, ed., Meaning and Reference (Oxford University Press, Oxford, 1993), pp. 111–36; translated into Spanish: “Sobre el Sentido y la Referencia de un Nombre Propio”, Cuadernos de Crítica 20 (1983)
- “On ‘The Reality of the Past’”, in Christopher Hookway and Philip Pettit, eds., Action and Interpretation (CUP, Cambridge,1978), pp. 127-44
- “Are Moral Requirements Hypothetical Imperatives?”, Aristotelian Society Supplementary Volume lii (1978), 13-29
「道徳の要請は仮言命法なのか」、大庭健編・監訳『徳と理性――マクダウェル倫理学論文集』勁草書房、2016年、収録。
- “Physicalism and Primitive Denotation”, Erkenntnis xiii (1978), 131-52; reprinted in Platts, ed., op. cit., pp. 111–30
- “Virtue and Reason”, The Monist lxii (1979), 331-50; reprinted in Stanley G. Clarke and Evan Simpson, eds., Anti-Theory in Ethics and Moral Conservatism (SUNY Press, Albany, 1989), pp. 87–109
荻原理訳「徳と理性」『思想』2008年7月号所収。
「徳と理性」、大庭健編・監訳『徳と理性――マクダウェル倫理学論文集』勁草書房、2016年、収録。
- “Quotation and Saying That”, in Platts, ed., op. cit., pp. 206–37
- “Meaning, Communication, and Knowledge”, in Zak van Straaten, ed., Philosophical Subjects: Essays on the Work of P. F. Strawson (Clarendon Press, Oxford, 1980), pp. 117–39
- “The Role of Eudaimonia in Aristotle’s Ethics”, Proceedings of the African Classical Associations xv (1980), 1-14; reprinted in Amélie Oksenberg Rorty, ed., Essays on Aristotle’s Ethics (University of California Press, Berkeley, Los Angeles, London, 1980), pp. 359–76
- “Anti-Realism and the Epistemology of Understanding”, in Herman Parret and Jacques Bouveresse, eds., Meaning and Understanding (De Gruyter, Berlin and New York, 1981), pp. 225–48
- “Non-Cognitivism and Rule-Following”, in Steven Holtzman and Christopher Leich, eds., Wittgenstein: To Follow A Rule (Routledge and Kegan Paul, London, 1981), pp. 141–62
「非認知主義と規則順守」、大庭健編・監訳『徳と理性――マクダウェル倫理学論文集』勁草書房、2016年、収録。
- “Falsehood and Not-Being in Plato’s Sophist”, in Malcolm Schofield and Martha Craven Nussbaum, eds., Language and Logos: Studies in Ancient Greek Philosophy presented to G. E. L. Owen (Cambridge University  Press, Cambridge, 1982), pp. 115–34
- “Truth-Value Gaps”, in Logic, Methodology and Philosophy of Science VI (North-Holland, Amsterdam, 1982), pp. 299–313
- “Reason and Action, III”, Philosophical Investigations v (1982), 301-5
- (Editor) Gareth Evans, The Varieties of Reference (Clarendon Press, Oxford, 1982)
- “Criteria, Defeasibility, and Knowledge”, Proceedings of the British Academy lxviii (1982), 455-79; reprinted in part in Jonathan Dancy, ed., Perceptual Knowledge (Oxford University Press, Oxford, 1988)
- “Aesthetic Value, Objectivity, and the Fabric of the World”, in Eva Schaper, ed., Pleasure, Preference and Value (Cambridge University Press, Cambridge, 1983), pp. 1–16
- “Wittgenstein on Following a Rule”, Synthese 58 (1984), 325-363; reprinted in Moore, ed., Meaning and Reference, pp. 257–93
永井均訳「規則に従うこと――ウィトゲンシュタインの見解」『現代思想』1985年12月号所収。
- “De Re Senses”, Philosophical Quarterly xxxiv (1984), 283-94; also in Crispin Wright, ed., Frege: Tradition and Influence (Blackwell, Oxford, 1984), pp. 98-l09
- “Values and Secondary Qualities”, in Ted Honderich, ed., Morality and Objectivity (Routledge and Kegan Paul, London, 1985), pp. 110–29
「価値と第二性質」、大庭健編・監訳『徳と理性――マクダウェル倫理学論文集』勁草書房、2016年、収録。
- “Functionalism and Anomalous Monism”, in Ernest LePore and Brian McLaughlin, eds., Actions and Events: Perspectives on the Philosophy of Donald Davidson (Blackwell, Oxford, 1985), pp. 387–98
- “Critical Notice: Ethics and the Limits of Philosophy, by Bernard Williams”, Mind xcv (1986), 377-86
- (with Philip Pettit) “Introduction”, in Philip Pettit and John McDowell, eds., Subject, Thought and Context (Clarendon Press, Oxford, 1986), pp. 1–15
- “Singular Thought and the Extent of Inner Space”, ibid, pp. 137–68
- “In Defence of Modesty”, in Barry Taylor, ed., Michael Dummett: Contributions to Philosophy (Martinus Nijhoff, Dordrecht, 1987), pp. 59–80
- Projection and Truth in Ethics (1987 Lindley Lecture), published by the University of Kansas
「倫理学における投射と真理」、大庭健編・監訳『徳と理性――マクダウェル倫理学論文集』勁草書房、2016年、収録。
- “Comments on T. H. Irwin’s ‘Some Rational Aspects of Incontinence’”, Southern Journal of Philosophy xxvii, Supplement (1988), 89-102
- “One Strand in the Private Language Argument”, Grazer Philosophische Studien 33/34 (1989), 285-303
- “Mathematical Platonism and Dummettian Anti-Realism”, Dialectica 43 (1989), 173-92
- “Wittgenstein and the Inner World” [abstract], Journal of Philosophy lxxxvi (1989), 643-4
- “Peacocke and Evans on Demonstrative Content”, Mind xcix (1990), 311-22
- “John Leslie Mackie, 1917-1981”, in Proceedings of the British Academy lxxvi (1990), 487-98
- “Intentionality De Re”, in Ernest LePore and Robert van Gulick, eds. John Searle and His Critics (Blackwell, Oxford, 1991), pp. 215–25
- “Intentionality and Interiority in Wittgenstein”, in Klaus Puhl, ed., Meaning Scepticism (De Gruyter, Berlin and New York, 1991), pp. 148–69
- “Putnam on Mind and Meaning”, Philosophical Topics xx (1992), 35-48
- “Meaning and Intentionality in Wittgenstein’s Later Philosophy”, in Peter A. French, Theodore E. Uehling, Jr., and Howard K. Wettstein, eds., Midwest Studies in Philosophy Volume XVII: The Wittgenstein Legacy (University of Notre Dame Press, Notre Dame, 1992), pp. 40–52
- “Knowledge by Hearsay”, in B. K. Matilal and A. Chakrabarti, eds, Knowing from Words (Kluwer, Dordrecht, 1993; Synthese Library vol. 230), pp. 195–224
- “The Content of Perceptual Experience”, Philosophical Quarterly xliv (1994), 190-205
- Mind and World (Harvard University Press, Cambridge, Mass., 1994; reissued with a new introduction, 1996) [also translated into German and Italian]
神崎繁・河田健太郎・荒畑靖宏・村井忠康訳『心と世界』勁草書房、2012年
- “Might there be External Reasons”, in J. E. J. Altham and Ross Harrison, eds., World, Mind, and Ethics: Essays on the Ethical Philosophy of Bernard Williams (Cambridge University Press, Cambridge, 1995), pp. 68–85
「外在的理由はありうるか」、大庭健編・監訳『徳と理性――マクダウェル倫理学論文集』勁草書房、2016年、収録。
- “Eudaimonism and Realism in Aristotle’s Ethics”, in Robert Heinaman, ed., Aristotle and Moral Realism (University College London Press, London, 1995),  pp. 201–18
- “Knowledge and the Internal”, Philosophy and Phenomenological Research lv (1995), 877-93
- “Deliberation and Moral Development in Aristotle”, in Stephen Engstrom and Jennifer Whiting, eds., Aristotle, Kant and the Stoics (Cambridge University Press, Cambridge, 1996), pp. 19–35
- “Two Sorts of Naturalism”, in Rosalind Hursthouse, Gavin Lawrence, and Warren Quinn, eds., Virtues and Reasons: Philippa Foot and Moral Theory (Clarendon Press, Oxford, 1996), pp. 149–79; translated into German (“Zwei Arten von Naturalismus”), Deutsche Zeitschrift für Philosophie v (1997), 687-710
「二種類の自然主義」、大庭健編・監訳『徳と理性――マクダウェル倫理学論文集』勁草書房、2016年、収録。
- “Précis of Mind and World”, in Enrique Villanueva, ed., Perception: Philosophical Issues, 7 (Ridgeway, Atascadero, 1996), pp. 231–9
- “Reply to Gibson, Byrne, and Brandom”, ibid, pp. 283–300
- “Reply to Price”, Philosophical Books 38 (1997), 177-81
- “Brandom on Representation and Inference”, Philosophy and Phenomenological Research lvii (1997), 157-62
- “Another Plea for Modesty”, in Richard Heck, Jnr., ed., Language, Thought, and Logic: Essays in Honour of Michael Dummett (Oxford University Press, Oxford, 1997), pp. 105–29
- “Reductionism and the First Person”, in Jonathan Dancy, ed., Reading Parfit (Blackwell, Oxford, 1997), pp. 230–50
- Mind, Value, and Reality (a collection of papers) (Harvard University Press, Cambridge, Mass., 1998)
- Meaning, Knowledge, and Reality (a collection of papers) (Harvard University Press, Cambridge, Mass., 1998)
- “Some Issues in Aristotle’s Moral Psychology”, in Stephen Everson, ed., Companions to Ancient Thought: 4: Ethics (Cambridge University Press, Cambridge, 1998), pp. 107–28
- “Referring to Oneself”, in Lewis E. Hahn, ed., The Philosophy of P. F. Strawson (Open Court, Chicago and Lasalle, 1998), pp. 129–45
- “Response to Crispin Wright”, in Crispin Wright, Barry C. Smith, and Cynthia Macdonald, eds., Knowing Our Own Minds (Clarendon Press, Oxford, 1998), pp. 47–62.
- “Précis of Mind and World” and “Reply to Commentators”, Philosophy and Phenomenological Research lviii (1998), 365-8 and 403-31
- “The Constitutive Ideal of Rationality: Davidson and Sellars”, Crítica xxx (1998), 29-48
- “Having the World in View: Sellars, Kant, and Intentionality” (The Woodbridge Lectures, 1997), The Journal of Philosophy, Vol. 95 (1998), 431-91
- “Comment on Hans-Peter Krüger’s paper”, Philosophical Explorations i (1998), 120-5 (comment on Hans-Peter Krüger, “The Second Nature of Human Beings: an Invitation for John McDowell to discuss Helmuth Plessner’s Philosophical Anthropology”, ibid 107-19).
- “Sellars’s Transcendental Empiricism”, in Julian Nida-Rümelin, ed., Rationality, Realism, Revision (Proceedings of the 3rd international congress of the Society for Analytical Philosophy), Walter de Gruyter, Berlin and New York, 1999, pp. 42–51.
- “Scheme-Content Dualism and Empiricism”, in Lewis E. Hahn, ed., The Philosophy of Donald Davidson (Open Court, Chicago and Lasalle, 1999), pp. 87–104
- “Comment” on Robert B. Brandom, “Some Pragmatist Themes in Hegel’s Idealism”, European Journal of Philosophy vii (1999), 190-3.
- “Evans, Gareth (1946-80)”: entry in the new Routledge and Kegan Paul Encyclopaedia of Philosophy.
- “Towards Rehabilitating Objectivity”, in Robert B. Brandom, ed., Rorty and His Critics (Blackwell, Malden, Mass. and Oxford, 2000), pp. 109–23
- “Experiencing the World” and “Responses”, in Marcus Willaschek, ed., John McDowell: Reason and Nature: Lecture and Colloquium in Münster 1999 (LIT Verlag, Münster, 2000), pp. 3–17, 93-117
荒畑靖宏訳「世界を経験する」『現代思想』2004年7月号所収。
- “Comment on Richard Schantz, ‘The Given Regained’”, in Philosophy and Phenomenological Research lxii (2001), 181-5
- “Comments”, in The Journal of the British Society for Phenomenology xxi (2000), 330-43 (a special issue devoted to my work)
- “Scheme-Content Dualism and Empiricism”, in Petr Kotatko, Peter Pagin, and Gabriel Segal, eds., Interpreting Davidson (Stanford: CSLI Publications, 2001), 143-54.  (This is a shorter version of the paper previously published in the Davidson LLP volume.)
- “L’idealismo di Hegel come radicalizzazione di Kant”, in Iride 34 (2001), 527-48.  (Translation of the paper I gave at the Venice Hegel conference in May 2001.)
- “Knowledge and the Internal Revisited”, Philosophy and Phenomenological Research lxiv (2002), 97-105.
- “Moderne Auffassungen von Wissenschaft und die Philosophie des Geistes”, in Johannes Fried und Johannes Süssmann, Herausg., Revolutionen des Wissens: Von der Steinzeit bis zur Moderne (München: C. H. Beck, 2001), 116-35.  (Previously published in Philosophische Rundschau.)
- “Gadamer and Davidson on Understanding and Relativism”, in Jeff Malpas, Ulrich Arnswald, and Jens Kertscher, eds., Gadamer’s Century: Essays in Honor of Hans-Georg Gadamer (Cambridge, Mass.: MIT Press, 2002), 173-94.
- “Responses” in Nicholas Smith, ed., Reading McDowell: Mind and World (London and New York: Routledge, 2002), pp. 269–305.  (Responses to the contributions.)
- “How not to read Philosophical Investigations: Brandom’s Wittgenstein”, in R. Haller and K. Puhl, eds., Wittgenstein and the Future of Philosophy: A Reassessment after 50 Years (Vienna: Holder, Pichler, Tempsky, 2002), pp. 245–56.
- “Non-cognitivisme et règles”, in Archives de Philosophie 64 (2001), 457-77.  (Translation of my old paper “Non-cognitivism and rule-following”.)
- “Knowledge and the Internal Revisited”, Philosophy and Phenomenological Research lxiv (2002), 97-105.
- Wert und Wirklichkeit: Aufsätze zur Moralphilosophie (Frankfurt: Suhrkamp, 2002).  (Translation by Joachim Schulte, with an Introduction by Axel Honneth and Martin Seel, of seven of the papers in my Mind, Value, and Reality.)
- “Hyperbatologikos empeirismos”, Defkalion 21/1, June 2003, 65-90.  (Translation into Greek of “Transcendental Empiricism”, paper delivered at the Pitt/Athens symposium in Rethymnon, Crete, in 2000.)
- “Subjective, intersubjective, objective”, Philosophy and Phenomenological Research lxvii (2003), 675-81.  (Contribution to a symposium on a book by Donald Davidson.)
- Mente y Mundo (Spanish translation by Miguel Ángel Quintana-Paz of Mind and World), Salamanca: Ediciones Sígueme, 2003.
- “L’idealismo di Hegel come radicalizazzione di Kant”, in Luigi Ruggiu and Italo Testa, eds., Hegel Contemporaneo: la ricezione americana di Hegel a confronto con la traduzione europea (Milan: Guerini, 2003).  (Previously in Iride for December 2001.)
- “Naturalism in the philosophy of mind”, in Mario de Caro and David Macarthur, eds., Naturalism in Question (Cambridge, Mass.: Harvard University Press, 2004), 91-105.  (Previously published in German translation as “Moderne Auffassungen von Wissenschaft und die Philosophie des Geistes”, see above.)
- “Reality and colours: comment on Stroud”, Philosophy and Phenomenological Research lxviii (2004), 395-400.  (Contribution to a symposium on a book by Barry Stroud.)
- “The apperceptive I and the empirical self: towards a heterodox reading of ‘Lordship and Bondage’ in Hegel’s Phenomenology”, Bulletin of the Hegel Society of Great Britain 47/48, 2003, 1-16.
- “Hegel and the Myth of the Given”, in Wolfgang Welsch und Klaus Vieweg, Herausg., Das Interesse des Denkens: Hegel aus heutiger Sicht (München: Wilhelm Fink Verlag, 2003), pp. 75–88.

### 書評
- Michael Dummett, Frege: Philosophy of Language (Times Literary Supplement, 30 November 1973: unsigned, as was then the custom in the TLS); reprinted (still anonymously) in TLS 12 (OUP, London, 1974), pp. 217–224
- John Searle, Expression and Meaning: Studies in the Theory of Speech Acts (London Review of Books, 17 April 1980)
- Saul A. Kripke, Naming and Necessity (Times Literary Supplement, January 16, 1981)
- Andrew Woodfield, ed., Thought and Object (Times Literary Supplement, July 16, 1982)

## ジョン・マクダウェルについての研究文献
- Sandra M. Dingli, On Thinking and the World: John McDowell's Mind and World, Ashgate, 2005
- Richard Gaskin, Experience and the World's Own Language: A Critique of John McDowell's Empiricism, Oxford University Press, 2006         (See review essay by Jason Bridges at http://ndpr.nd.edu/review.cfm?id=8743)
- Robert Maximilian de Gaynesford, John McDowell, Blackwell / Polity Press, 2004
- Jakob Lingaard (ed.) John McDowell: Experience, Norm and Nature, Blackwell, 2008
- Cynthia MacDonald & Graham MacDonald (eds.), McDowell and His Critics, Blackwell, 2006
- Nicholas Smith (ed.), Reading McDowell: On Mind and World, Routledge, 2002
- Tim Thornton, John McDowell, Acumen Publishing, 2004
- Marcus Willaschek (ed.), John McDowell: Reason and Nature, Munster: Lit Verlag, 1999

## 受賞歴
- ブリティッシュ・アカデミー、フェロー（1983年選出）[7]
- アメリカ芸術アカデミー、フェロー（1992年選出）[8]
- アンドリュー・W・メロン財団卓越業績賞、2010年[9]
- シカゴ大学名誉博士号、2008年[10]
- オックスフォード大学にてジョン・ロック講義を担当、1991年[11]
- コロンビア大学にてウッドブリッジ講義を担当、1997年[12]
- カリフォルニア大学バークレー校にてホウィソン講義を担当、2006年[13]
- ハーバード大学にてハーバード哲学書評年度講義を担当、2010年[14]
- アマースト大学にてアマースト講義を担当、2011年[15]
- マーケット大学にてアクィナス講義を担当、2011年[16]